# Маттарелла, Бернардо
Бернардо Маттарелла (итал. Bernardo Mattarella; 15 сентября 1905, Кастелламмаре-дель-Гольфо, провинция Трапани, Сицилия — 1 марта 1971, Рим) — итальянский юрист и политик, член десяти составов правительства Италии в 1953—1958 и 1962—1966 годах. Отец президента Италии Серджо Маттарелла.

## Биография
Родился 15 сентября 1905 года в семье Санто Маттарелла и Катерины Ди Фалько. 
В 1922—1924 годах активно поддерживал Итальянскую народную партию. 
В 1929 году окончил университет Палермо, после чего занялся адвокатской практикой и работал в католических организациях.  В 1928 году возглавил отделение организации «Католическая молодёжь» (Gioventù cattolica) в своей епархии Мадзара, а в 1932 уже вошёл в Высший совет этой организации. 
В период фашистского режима поддерживал связи с лидерами бывшей ИНП, с 1942 года принимал участие в усилиях по формированию новой католической партии. 
После освобождения Сицилии в июле-августе 1943 года учредил в Палермо комитет Христианско-демократической партии и возглавил его.
В сентябре 1943 года вошёл в первый состав городского правления, назначенного военными властями союзников. 
С июня 1944 по июнь 1945 года в двух правительствах Иваноэ Бономи состоял младшим статс-секретарём Министерства общественного образования. 
В 1945—1946 годах вошёл в национальное руководство ХДП (был делегатом первого национального съезда 24-26 апреля 1946 года), представлял партию в Национальном совете, переходном протопарламенте.

### Депутат парламента
В 1946—1948 годах — депутат Учредительного собрания от Христианско-демократической партии, с 1948 по 1971 год представлял ХДП в первых пяти созывах Палаты депутатов. 
С 1959 по 1962 год возглавлял в Палате Комиссию по делам транспорта, почты, телекоммуникаций и торгового флота. 
С 29 января по 4 июня 1968 года председательствовал в Комиссии по законодательному оформлению порядка помощи коммунам Сицилии, пострадавшим от землетрясения в январе 1968 года. 
С 1968 по 1971 год возглавлял Комиссию по обороне.

### Министр
С 16 июля по 2 августа 1953 года в недолговечном восьмом правительстве Де Гаспери занимал кресло министра торгового флота. 
Являлся министром транспорта с 17 августа 1953 по 12 января 1954 года в первом правительстве Пелла, с 18 января 1954 по 8 февраля 1954 — в первом правительстве Фанфани и с 10 февраля 1954 по 2 июля 1955 — в первом правительстве Шельба. Министр внешней торговли в правительстве Сеньи с 6 июля 1955 по 15 мая 1957 года, министр почт и телекоммуникаций в правительстве Дзоли с 19 мая 1957 по 1 июля 1958 года.
С 21 февраля 1962 по 21 июня 1963 — министр транспорта в четвёртом правительстве Фанфани. Министр сельского и лесного хозяйства с 21 июня по 4 декабря 1963 года в правительстве Леоне, министр внешней торговли с 4 декабря 1963 по 22 июля 1964 года в первом и с 22 июля 1964 по 23 февраля 1966 года — во втором правительстве Моро.

## Семья
В 1933 году женился на Марии Буччеллато (Maria Buccellato), у супругов было четверо детей: Маринелла, Пьерсанти (1935—1980) (убит мафией), Антонио (р. 1937) и Серджо (р. 1941), ставший президентом Италии в 2015 году. 
Скандальную известность получил Антонио, которого пресса обвиняла в связях с Энрико Николетти (Enrico Nicoletti), «кассиром» банды, действовавшей в римском районе Мальяна.

## Критика
В 1965 году социолог Данило Дольчи опубликовал книгу Chi gioca da solo («Кто играет в одиночку»), в которой обвинял Бернардо Маттарелла в наличии связей с мафией (тот подал на Дольчи в суд, и социолог был осуждён на два года лишения свободы). 
В 1992 году социалист Клаудио Мартелли заявил со ссылкой на документы Антимафиозной комиссии и мнение Пио Ла Торре, что Бернардо Маттарелла был политиком, «который перенаправил сицилийскую мафию от фашизма, монархии и сепаратизма в сторону ХДП». Серджо Маттарелла не обратился в суд, но твёрдо заявил, что его отец являлся противником мафии, в которой всегда были сильны профашистские и сепаратистские настроения. 
В 2008 году Серджо Маттарелла вместе с детьми своего покойного брата Пьерсанти Марией и Бернардо подал иск против компаний RTI и Taodue, выпустивших на Canale 5 игровой мини-сериал Il Capo dei Capi («Босс боссов»), в котором Бернардо Маттарелла фигурировал как политик, связанный с мафией (в 2013 году суд вынес решение в пользу истцов).